# Antonio Pérez Martínez y Robles
José Antonio Joaquín Pérez Martínez y Robles (1763, Puebla de los Ángeles - 1829, Puebla de los Ángeles) est un homme politique mexicain, membre de la Première Régence du Mexique entre 9 octobre 1821 et 11 avril 1822 avec les membres titulaires Agustín de Iturbide, Juan O'Donojú y O'Rian, José Isidro Yañez, Manuel de la Bárcena, Manuel Velázquez de León y Pérez,,,,.